# Nécropole de Cavalupo
La nécropole de Cavalupo (dite aussi en italien  Mandrione di Cavalupo) est un ensemble de tombes étrusques, datant probablement du IXe  au  IIe siècle av. J.-C., située près de la ville de Vulci en Italie, dans la province de Viterbe dans le nord du Latium.

## Histoire
La nécropole a été fouillée de 1879 à 1883 par l'archéologue Francesco Marcelliani qui a mis au jour une série importante de tombes.
La nécropole se trouve à l'intérieur d'un secteur boisé, les tombes se trouvant sur le terrain mais aussi sur les reliefs rocheux d'accès périlleux. 
Des tombes de l'époque villanovienne ont été mises au jour en 1950.
La nécropole  est située maintenant dans la partie orientale du Parco Archeologico Ambientale di Vulci.

## Principales tombes
- Tombe du Guerrier (Tomba del Guerriero)
- Tombe des Petits Bronzes nuragiques (Tomba dei bronzetti nuragici)